# Чантаралаван, Канават
Канават Чантаралаван (тайск. คณวัฒน์ จันทรลาวัณย์; также известный как Доктор Эг (тайск. หมอเอ้ก); род. 5 июня 1989, Бангкок, Таиланд) — таиландский политический деятель, врач-офтальмолог, бизнесмен, заместитель пресс-секретаря партии «Демократической партии».

## Биография

### Ранние годы
Канават родился в Бангкоке 5 июня 1989 года и был единственным ребенком в семье. Его отец малазийско-китайского происхождения, а мать — тайка китайского происхождения. Он окончил начальную школу Таномфит Виттхая, младшую среднюю школу Бодиндеча (Синг Сингхасени) и среднюю школу Сингхасени. Во время учёбы в 4 классе он по обмену учился в средней школе Вевахичка, Флорида, США.

### Медицинская карьера
Канават продолжил обучение на медицинском факультете Университета Чулалонгкорн (класс 63), который окончил с отличием. Во время учёбы он участвовал в работе Информационного центра по новым заболеваниям. Какое-то время после учёбы работал врачом в Мемориальной больнице королевы Саванг Вадхана в Сираче, Чонбури. Затем в 2012 году он получил стипендию принца Махидола по молодёжной программе для работы в качестве научного сотрудника в Центре вакцин и иммунотерапии Массачусетской больницы общего профиля, США. По возвращению в Таиланд, он решил заниматься офтальмологией в Мемориальной больнице короля Чулалонгкорна при Тайском обществе Красного Креста.
В 2015 году он вместе с доцентом Карнди Леопайротом и командой основал Rakdee Crowfunding Company Limited для сбора средств с целью дальнейших исследований и инноваций в Таиланде.

### Политическая деятельность
В дальнейшем он получил стипендию Оксфордского университета — Оксфордского тайского фонда для дальнейшего изучения государственной политики в Школе государственного управления Блаватника Оксфордского университета, Великобритания.
В 2018 году был назначен заместителем представителя (пресс-секретаря) «Демократической партии», а на парламентских выборах 2019 года выдвинут кандидатом от округа 7 в Бангкоке, но не был избран. В 2019 году был назначен советником заместителя министра здравоохранения и вошёл в состав действующего совета Государственной фармацевтической организации (GPO).